# Kurume Best Amenity International Women's Tennis 2012
Il Kurume Best Amenity International Women's Tennis 2012 è stato un torneo professionistico di tennis femminile giocato sull'erba. È stata la 10ª edizione del torneo, che fa parte dell'ITF Women's Circuit nell'ambito dell'ITF Women's Circuit 2012. Si è giocato a Fukuoka in Giappone dal 14 al 20 maggio 2012.

## Partecipanti

### Teste di serie
| Nazionalità | Giocatrice              | Ranking* | Testa di serie |
| ----------- | ----------------------- | -------- | -------------- |
| Russia      | Marta Sirotkina         | 198      | 1              |
| Thailandia  | Varatchaya Wongteanchai | 221      | 2              |
| Cina        | Qiang Wang              | 225      | 3              |
| Giappone    | Akiko Ōmae              | 226      | 4              |
| Australia   | Monique Adamczak        | 232      | 5              |
| Giappone    | Junri Namigata          | 236      | 6              |
| Cina        | Zheng Saisai            | 244      | 7              |
| Giappone    | Aiko Nakamura           | 247      | 8              |

- Ranking al 7 maggio 2012.

### Altre partecipanti
Giocatrici che hanno ricevuto una wild card:
- Yumi Miyazaki
- Yumi Nakano
- Riko Sawayanagi
- Akiko Yonemura

Giocatrici che sono passate dalle qualificazioni:
- Kazusa Ito
- Justyna Jegiołka
- Kim So-jung
- Makoto Ninomiya

## Campionesse

### Singolare
- Zheng Saisai ha battuto in finale  Monique Adamczak con il punteggio di 7–5, 6–2

### Doppio
- Han Xinyun /  Sun Shengnan hanno battuto in finale  Ksenija Lykina /  Melanie South con il punteggio di 6–1, 6–0